# 水窪西浦テレビ中継局
水窪西浦テレビ中継局（みさくぼにしうらテレビちゅうけいきょく）は、静岡県浜松市天竜区にかつて存在した地上アナログテレビ中継局。

## 中継局概要
| 放送局名     | チャンネル | 空中線電力          | ERP                 | 放送対象地域 | 放送区域 内世帯数 | 放送終了日    |
| SBS 静岡放送 | 42ch       | 映像100mW/ 音声25mW | 映像1.2W/ 音声300mW | 静岡県       | 約-世帯           | 2011年7月24日 |
| NHK静岡 総合 | 46ch       | 映像100mW/ 音声25mW | 映像1.2W/ 音声300mW | 静岡県       | 約-世帯           | 2011年7月24日 |
| NHK静岡 教育 | 48ch       | 映像100mW/ 音声25mW | 映像1.2W/ 音声300mW | 全国         | 約-世帯           | 2011年7月24日 |

- 2011年7月24日の停波をもって全局廃局となった。

## 所在地
- 浜松市天竜区水窪町奥領家字上鶯巣

## 放送エリア・補足
- 浜松市天竜区の旧水窪町域の西浦地区をカバーしていた。
- なお、SUTテレビ静岡・SATV静岡朝日テレビ・SDT静岡第一テレビ及び地上デジタル放送は当地に中継局を置いていないため、水窪中継局を受信する。